# بن ویگمور
بن ویگمور (انگلیسی: Ben Wigmore؛ زادهٔ ۱۷ ژانویهٔ ۱۹۸۲) بازیکن بیسبال اهل استرالیا است.